# Б'юфонія дрібноквіткова
Б'юфонія дрібноквіткова (Bufonia parviflora) — вид рослин з родини гвоздикових (Caryophyllaceae); поширений у південно-східній Європі й західній Азії. Етимологія: лат. parvus — «дрібний» i — сполучна голосна, florus — «цвісти».

## Опис
Однорічна рослина 20–50 см заввишки. Стебла голі, квітконіжки жорстко-пухнасті. Листки шилоподібно-ниткоподібні, із загорнутими краями, 8–30 мм завдовжки. Чашолистки ланцетні, 3–3.6 мм завдовжки, на краю плівчасті. Пелюстки цільні, назад-ланцетні, у 2–3 рази коротші за чашолистки.

## Поширення
Поширений у південно-східній Європі (колишня Югославія, Греція (у тому числі Крит), Болгарія, Румунія, Молдова, Україна), Туреччині, Ірані, на Кавказі (Азербайджан, Вірменія, Грузія).
В Україні вид зростає на кам'янистих схилах — у Лісостепу і Степу, рідко (Маріуполь, околиці Одеси, Херсонська та Автономна Республіка Крим).